# MZW (album)
MZW è il secondo album solista del cantante e modello svedese Måns Zelmerlöw, pubblicato nel 2009 sotto l'etichetta Warner Music Sweden AB. Evoluzione del suo precedente lavoro Stand By For, il disco (che abbraccia più il genere dance che pop) ha ottenuto un buon successo, tanto da spingere la Seat (sponsor principale del tour del cantante) a realizzare una versione speciale dell'Ibiza, denominata Ibiza MZW (by Måns Zelmerlöw) e a commercializzarla nell'Europa del Nord e in altri Paesi europei, come la Spagna. L'album ha raggiunto la posizione numero 1 nelle classifiche svedesi, bissando il successo del primo album. Finora solo i due singoli Hope & Glory e Hold On sono entrati in classifica. Rewind è stato usato come singolo promozionale in Polonia. L'edizione limitata è stata pubblicata una settimana dopo l'uscita del disco iniziale e musicalmente non differisce dalla versione standard. Le uniche differenze degne di nota sono che il testo sulla copertina del disco è stampato sulla custodia e non sul libretto cartaceo. Sempre in alto a sinistra sul retro della custodia c'è un numero progressivo della Limited Edition.

## Tracce
Standard Disc Edition:
1. Hope & Glory - 3:02 (Henrik Wikström/Fredrik Kempe - Kempe/Måns Zelmerlöw)
2. One Minute More - 2:59 (Zelmerlöw/Kempe/E.Ishi.Mughal - Kempe/Zelmerlöw)
3. Freak Out - 3:38 (Zelmerlöw/Jason Gill/David Clewett)
4. Impossible - 3:47 (Zelmerlöw/Dan Sundquist/Aleena Gibson)
5. Find Love - 3:33 (Zelmerlöw/Ishi.Mughal/Michel Zitron)
6. Rewind - 3:26 (Zelmerlöw/Gill/Clewett)
7. Forever - 3:27 (Kempe - Zelmerlöw/Kempe)
8. Saved Again - 2:59 (Kempe/Ishi.Mughal/Zelmerlöw - Zelmerlöw/Kempe)
9. Home - 3:14 (Kempe/Ishi.Mughal/Zelmerlöw - Zelmerlöw/Kempe)
10. A Stranger Saved My Life - 4:13 (Kempe - Kempe/Zelmerlöw)
11. Whole New World - 3:43 (Zelmerlöw/Moh Denebi - Zelmerlöw)
12. Hold On - 3:51 (Zelmerlöw/Gill/Clewett)
13. Et Maintenant & Kids (Bonus Live Video) Et Maintenant: Gilbert Bécaud/Pierre Dalone

iTunes Deluxe Edition:
1. Hope & Glory - 3:02 (Henrik Wikström/Fredrik Kempe - Kempe/Måns Zelmerlöw)
2. One Minute More - 2:59 (Zelmerlöw/Kempe/E.Ishi.Mughal - Kempe/Zelmerlöw)
3. Freak Out - 3:38 (Zelmerlöw/Jason Gill/David Clewett)
4. Impossible - 3:47 (Zelmerlöw/Dan Sundquist/Aleena Gibson)
5. Find Love - 3:33 (Zelmerlöw/Ishi.Mughal/Michel Zitron)
6. Rewind - 3:26 (Zelmerlöw/Gill/Clewett)
7. Forever - 3:27 (Kempe - Zelmerlöw/Kempe)
8. Saved Again - 2:59 (Kempe/Ishi.Mughal/Zelmerlöw - Zelmerlöw/Kempe)
9. Home - 3:14 (Kempe/Ishi.Mughal/Zelmerlöw - Zelmerlöw/Kempe)
10. A Stranger Saved My Life - 4:13 (Kempe - Kempe/Zelmerlöw)
11. Whole New World - 3:43 (Zelmerlöw/Moh Denebi - Zelmerlöw)
12. Hold On - 3:51 (Zelmerlöw/Gill/Clewett)
13. Hope and Glory (Acoustic Version) - 3:45 (Henrik Wikström/Fredrik Kempe - Kempe/Måns Zelmerlöw)
14. Cara Mia (Acoustic Version) - 4:02 (Henrik Wikström/Fredrik Kempe)
15. Maniac (Acoustic Version) - 4:26 Michael Sembello)

## Singoli estratti
- 'Hope & Glory ' è il primo singolo ufficiale estratto dall'album. È stato pubblicato il 25 febbraio 2009 ed entrò nelle classifiche svedesi al 22 ma balzò al numero 2 grazie alla performance promozionale al Melodifestivalen. 'Hope & Glory' è stato fisicamente pubblicato come singolo, il CD contiene una versione strumentale del brano. La performance dal vivo da Melodifestivalen è servita come il video ufficiale del brano.
- 'Hold On' è il secondo singolo ufficiale estratto dall'album, la canzone ha finora raggiunto la posizione nelle classifiche svedesi. È stata pubblicata il 3 giugno 2009 come download unico singolo. Nessun video ufficiale è stato fatto per il singolo.
- 'Rewind' è stato pubblicato come singolo promozionale del CD in Polonia.

## Tabella delle classifiche
L'album ha debuttato al numero 4 nelle classifiche svedesi al momento della pubblicazione e solo 8 settimane più tardi ha fatto picco al numero 1.